# Radomyśl (województwo mazowieckie)
Radomyśl – wieś w Polsce położona w województwie mazowieckim, w powiecie siedleckim, w gminie Wiśniew. Ma status sołectwa.
Przez Radomyśl przebiega linia kolejowa E 20 Moskwa – Warszawa – Berlin z przystankiem kolejowym Radomyśl oraz droga powiatowa Dziewule – Stare Okniny. 
We wsi funkcjonuje rzymskokatolicka parafia św. Andrzeja z Awelinu w Radomyślu należąca do dekanatu Zbuczyn i Zespół Oświatowy, w którego skład wchodzą: Szkoła Podstawowa im. Henryka Sienkiewicza oraz publiczne gimnazjum.
W latach 1975–1998 miejscowość położona była w województwie siedleckim.
Ochotnicza Straż Pożarna w Radomyśli istnieje  od 1928. W 2015 jednostka OSP Radomyśl została włączona do Krajowego Systemu Ratowniczo-Gaśniczego